# Tariq Aziz

Tariq Aziz (2014)

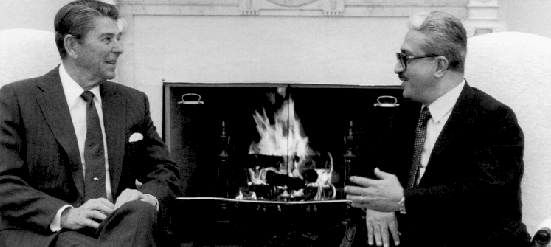
Tariq Aziz (rechts) mit Ronald Reagan, 1984

Tariq Aziz (arabisch طارق عزيز, DMG Ṭāriq ʿAzīz; syrisch-aramäisch ܜܪܩ ܥܙܝܙ, im Umlauf sind auch die Schreibungen Tareq Mikhail Aziz, Tarik Mikhail Asis oder Tarek Aziz, eigentlich Tariq Mikhail Youhanna; * 28. April 1936 oder 1. Juli 1936 in Mosul oder Tel Keppe; † 5. Juni 2015 in Nasiriya) war von 1983 bis 1991 Außenminister sowie von 1979 bis 2003 Vizepremierminister des Irak. Er war langjähriger enger Berater von Präsident Saddam Hussein und als Angehöriger der chaldäisch-katholischen Kirche einziges christliches Mitglied der irakischen Führung.

## Leben
Aziz wurde als Mīchāʾīl Yūḥannā in eine assyrische Familie chaldäisch-katholischen Glaubens geboren, die aus dem Ort Tal Kaif bei Mosul stammt. Sein Vater war Kellner.
Er studierte Anglistik an der philosophischen Fakultät der Universität Bagdad und erhielt 1958 einen Bachelor in Englischer Sprache und Literatur. Während des Studiums machte er auch die Bekanntschaft mit Saddam Hussein. Um seine Karriere voranzubringen, war es hilfreich, dass er wenig religiös war und sich stattdessen als säkularer Araber definierte. Deshalb legte er auch seinen christlichen Namen ab.

### Politische Karriere
Aziz wurde nach der Revolution von Abd al-Karim Qasim 1958 Chefredakteur der Zeitung Al-Dschumhurija (Die Republik). Nachdem die Baath-Partei 1963 die Beteiligung an der Macht verloren hatte, ging er ins Exil nach Syrien. Dort arbeitete er in den offiziellen Presseorganen der Baath-Partei. 1966 wurde er nach einer Palastrevolution innerhalb der syrischen Baath-Partei inhaftiert, da er den Putschisten, die aus den Reihen des Militärs kamen, ablehnend gegenüberstand. Nachdem die Baath-Partei 1968 die Macht im Irak wieder an sich gebracht hatte, kehrte Aziz in sein Heimatland zurück. Er übernahm die Leitung des Zentralorgans des Regimes Al-Thauwra (Die Revolution).

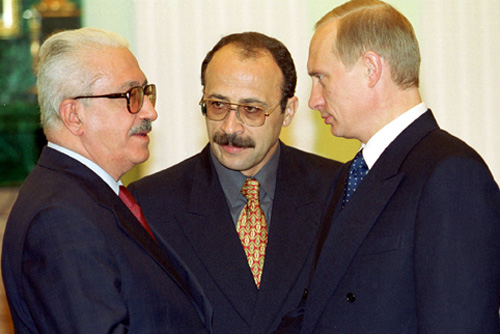
Aziz mit Wladimir Putin im Kreml am 26. Juli 2000

Seit 1974 war er Informationsminister, ab 1977 gehörte er dem Revolutionären Kommandorat und dem Regionalkommando der Partei an. Am 1. April 1980 verübten Mitglieder der schiitischen Dawa-Partei in Bagdad ein Attentat auf ihn, das er leicht verletzt überlebte. Von 1983 bis 1991 war er Außenminister, ehe er von Ahmad Hussein al-Khudayir abgelöst wurde. Von 1979 bis 2003 war er zudem Vizepremierminister des Irak. Bekannt wurde Aziz besonders während der Golfkrise nach dem irakischen Einmarsch in Kuwait im Vorfeld des Zweiten Golfkrieges. Als sein Treffen mit dem US-Außenminister James Baker in Genf am 9. Januar 1991 ergebnislos zu Ende ging, galt der Krieg als unvermeidbar.
Als Christ fungierte er als das moderate Aushängeschild des Regimes gegenüber dem Ausland. Außerdem schützte Aziz seine Identität als Mitglied der christlichen Minderheit vor Saddam Husseins allgegenwärtiger Paranoia, da er keine Verbindungen im Clansystem der mehrheitlich muslimischen Iraker hätte bilden können, die ihm eine ernsthafte Machtposition erlaubt hätten. Aziz selbst befehligte keine massiven Repressionen während Saddam Husseins Herrschaft. Er rechtfertigte jedoch öffentlich die Grausamkeit des Regimes. So rechtfertigte er die öffentliche Zurschaustellung von als israelische Spione verurteilten irakischen Juden als auch die Ermordung von Kommunisten, Dissidenten und Kurden.

### Irakkrieg
15 Tage nach dem Zusammenbruch des Baath-Regimes infolge des Irakkrieges, am 24. April 2003, stellte sich Aziz der Kriegskoalition unter Führung der US-Amerikaner. Seither befand er sich mit Zustimmung der irakischen Regierung in US-amerikanischer Haft, bis er im Juli 2010 an die irakischen Behörden überstellt wurde. Unmittelbar nach seiner Verhaftung 2003 zeigten sich seine Angehörigen zuversichtlich über eine baldige Freilassung. Weder Hilfegesuche bei der französischen Regierung noch beim damaligen Papst brachten die erhoffte Haftverschonung. Im Januar 2006 ließ Aziz durch seine Anwälte für den Fall der Freilassung bei der italienischen und der kroatischen Regierung Asylgesuche stellen. Während die Italiener eine Prüfung des Gesuches zu gegebener Zeit zusagten, lehnte Kroatien dies ab. Im Januar 2010 erlitt Aziz nach Angaben seines Sohnes einen Schlaganfall. Auch nach seiner Verhaftung stand Aziz loyal zu Saddam Hussein.

### Verurteilungen
Inwieweit Aziz in kriminelle Handlungen von Saddam Husseins Regime involviert war, wurde in einem irakischen Gerichtsverfahren behandelt. Am 29. April 2008 erschien Aziz erstmals vor dem Sondertribunal für die Verbrechen des Regimes von Saddam Hussein. Ihm wurde zur Last gelegt, dass er 1992 als Mitglied des Revolutionsrates einen Befehl zur Hinrichtung von 42 Großhändlern mitunterzeichnet habe, denen Preistreiberei vorgeworfen wurde. Die Regierung habe mit diesem Urteil von Versorgungsengpässen ablenken wollen, die durch Sanktionen gegen den Irak hervorgerufen worden waren. Das Tribunal verurteilte Aziz im März 2009 wegen Verbrechen gegen die Menschlichkeit und Mordes zu 15 Jahren Haft. Vom Vorwurf der Beteiligung an einem Massaker von 1999 an schiitischen Demonstranten sprach es ihn hingegen frei.
Im August desselben Jahres wurde Aziz zu einer weiteren Strafe von sieben Jahren Haft wegen der Beteiligung an der Vertreibung der Kurden im Nordosten des Landes verurteilt.
In einem dritten Verfahren verurteilte das Sondertribunal Aziz am 26. Oktober 2010 zum Tode. Das Sondertribunal machte Aziz damit für die Verfolgung von Mitgliedern religiöser Parteien, speziell der Islamischen Dawa-Partei, in den 1980er Jahren verantwortlich. Aziz trat daraufhin in den Hungerstreik und fiel den Angaben seines Anwalts zufolge wenige Tage später ins Koma. Beide Sachverhalte wurden kurz darauf von einem Gerichtssprecher dementiert.
Russland forderte den Irak auf, auf die Vollstreckung der Todesstrafe aus humanitären Gründen zu verzichten. Das russische Außenministerium verwies auf Gesundheitsprobleme und auf das fortgeschrittene Alter von Aziz. Der Vatikan ließ verlauten, dass das Leben von Aziz verschont werden müsse, um „die Versöhnung und die Wiederherstellung von Frieden und Gerechtigkeit im Irak“ zu unterstützen.
Iraks Präsident Dschalal Talabani wollte das Todesurteil nicht unterzeichnen und kündigte dies in einem Interview des französischen Nachrichtensenders France 24 vom 17. November 2010 an. Als Grund gab er an, dass er weder das Todesurteil gegen Aziz noch ein anderes unterzeichnen werde, da er als Sozialdemokrat gegen die Todesstrafe sei. Außerdem sympathisiere er mit Aziz, da dieser ein irakischer Christ sei. Auch sei Aziz mit über 70 Jahren ein alter Mann. Talabani hatte sich bereits beim Todesurteil Saddam Husseins geweigert, dieses zu unterzeichnen. Dennoch ordnete Ministerpräsident Nuri al-Maliki die Hinrichtung von Saddam Hussein an, die 2006 vollstreckt wurde. Auch das Europaparlament forderte den Irak auf, das Todesurteil nicht zu vollstrecken.
Am 29. November 2010 wurde Aziz in einem weiteren Prozess wegen seiner Rolle bei Verbrechen des Regimes von Saddam Hussein gegen die Kurden zu weiteren zehn Jahren Haft verurteilt. Dieses Urteil galt unabhängig vom Todesurteil vom 26. Oktober 2010, das weiterhin Gültigkeit besaß.
Am 5. Juni 2015 starb Tariq Aziz in einem Krankenhaus der südirakischen Stadt Nasiriya, wohin er aus dem Gefängnis verlegt wurde, an den Folgen eines Herzinfarkts.